# Clareamento da pele
O termo clareamento da pele faz referência a várias técnicas para o clareamento da pele humana, como por exemplo a aplicação de ácidos ou peeling evasivos para manchas, bem como a aplicação de cremes com posologias ácidas para diminuir as manchas, como é o caso do ácido glicólico, comummente encontrado nas farmácias.
Atualmente, o mercado estético conta com uma extensa variedade de produtos apropriados para o clareamento de manchas. Dentre suas variações que vão desde os cosméticos capazes de atuar superficialmente na epiderme, também existem os cosmecêuticos, criados a partir da combinação sinérgica do sensorial agradável dos cosméticos e da eficácia clínica comprovada de ingredientes farmacêuticos. Neste último caso, as formulações são compostas por ativos que atuam não somente na superfície da pele (removendo células mortas como os ácidos, por exemplo), mas também estimulam biologicamente mecanismos e vias metabólicas no interior da pele para garantir eficácia.

## Técnicas

### Peeling
O peeling é uma das técnicas de clareamento da pele, que utiliza, dentre outras possibilidades, o ácido tricloroacético.

### Despigmentante para a pele
O despigmentante para a pele mais utilizado é a hidroquinona, um composto atua nas células produtoras de melanina, os melanócitos, bloqueando a produção e aumentando a degradação dos melanossomos, os corpúsculos intra-celulares que armazenam a melanina. A hidroquinona também bloqueia a ação da enzima tirosinase, que tem participação na formação da melanina. O seu uso é proibido na União Europeia, por suspeitas de poder causar riscos de câncer, porém isto não foi totalmente esclarecido. Existem cremes de pele, como Super Skin Lightener formulada sem hidroquinona. Além da hidroquinona há outros ácidos utilizados para o clareamento da pele como o acido Kojiko e giberelínico. Outro composto derivado da hidroquinona que é comummente utilizado no tratamento de pessoas com Vitiligo é a Monobenzona, que atua despigmentando as áreas ao redor das manchas provocadas pela doença.